# Ford Puma ’98

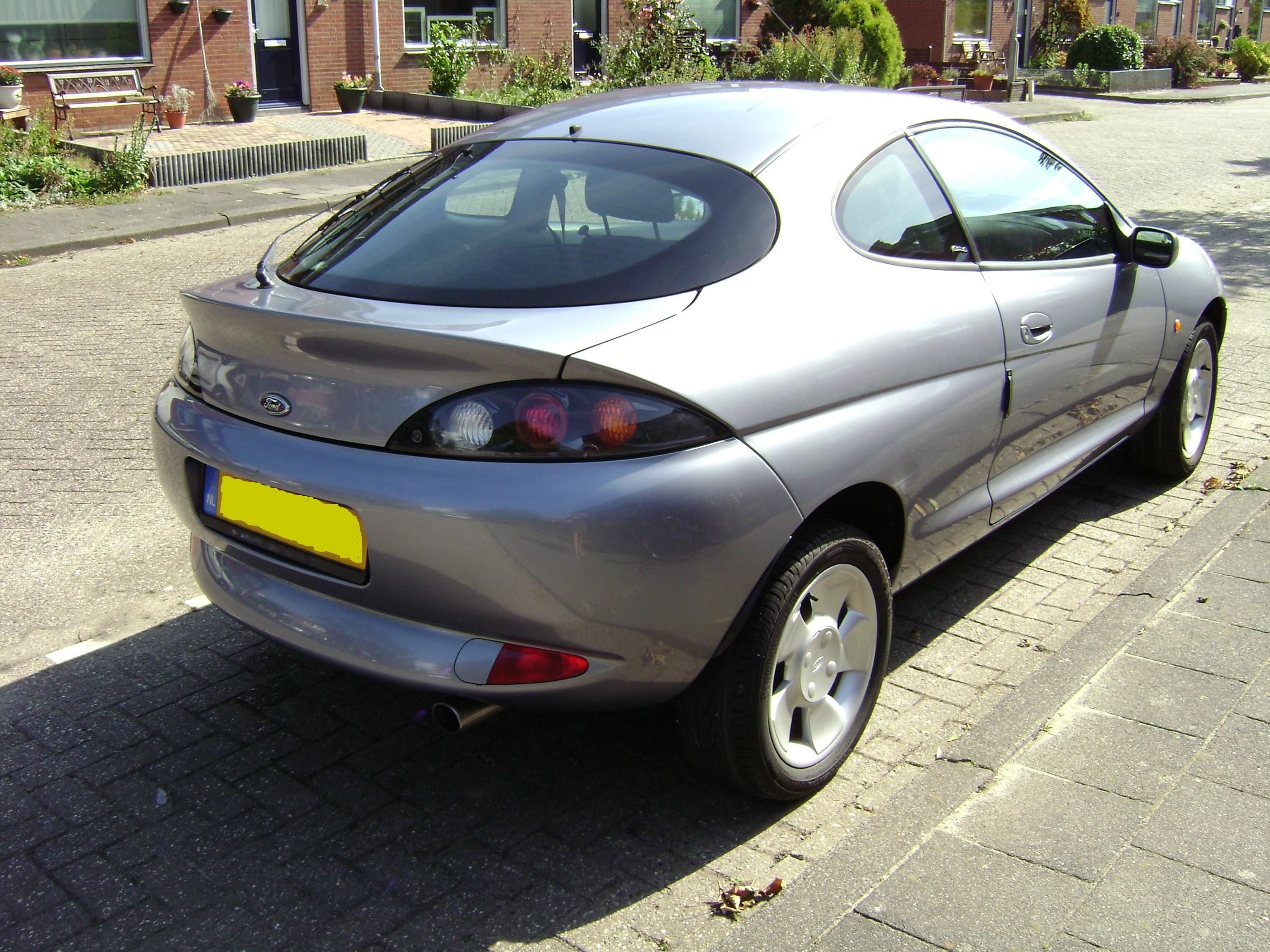
Heckansicht

Der Ford Puma ’98 ist ein kleines Sportcoupé, das von der Ford-Werke GmbH in Köln entwickelt und gebaut wurde. Der Puma basiert technisch auf dem Ford Fiesta der vierten Baureihe und wurde von März 1997 bis Dezember 2001 produziert.

## Modellgeschichte
Da die Plattform des Puma vom parallel gefertigten Fiesta abgeleitet wurde, konnte er weitgehend auf den gleichen Fertigungsstraßen im Kölner Ford-Werk gebaut werden. Lediglich in der Karosseriefertigung gab es separate Fertigungsstraßen, bei denen auf manuelle Verfahren zurückgegriffen wurde. Zum Beispiel wurden die Türen weitestgehend in Handarbeit gefertigt und montiert. Bei der Produktion des Puma lag der Anteil der Handarbeitfertigung bei rund 40 Prozent. Er wurde in einer Stückzahl von bis zu 220 Einheiten am Tag gebaut.
Die Markenrechte am Namen Puma erwarb Ford 1995 vom brasilianischen Sportwagenhersteller Puma.
Die serienmäßige Motorisierung umfasste ausschließlich Reihenvierzylinder-Ottomotoren der Zetec-S-Reihe. Sie reichte vom Anfang 1998 bis Herbst 2000 gebauten 1,4-Liter-Motor mit 66 kW (90 PS) über den 1,6-Liter-Motor, der den 1,4-Liter ablöste und bis zur Einstellung des Modells im Dezember 2001 verbaut wurde, mit 76 kW (103 PS) bis zum 1,7-l-Motor mit 92 kW (125 PS), der über die gesamte Bauzeit des Puma lieferbar war. In einer limitierten Anzahl von 500 Stück wurde der Ford Racing Puma mit 1,7 Liter Hubraum und einer Leistung von 114 kW (155 PS) angeboten. Es handelt sich dabei ausschließlich um Rechtslenker, die nur in Großbritannien erhältlich waren.
Der neue 1,7-Liter-Motor wurde ausschließlich im Puma eingebaut, dieser war der erste europäische Motor von Ford mit variabler Nockenwellenverstellung.

## Motorenübersicht

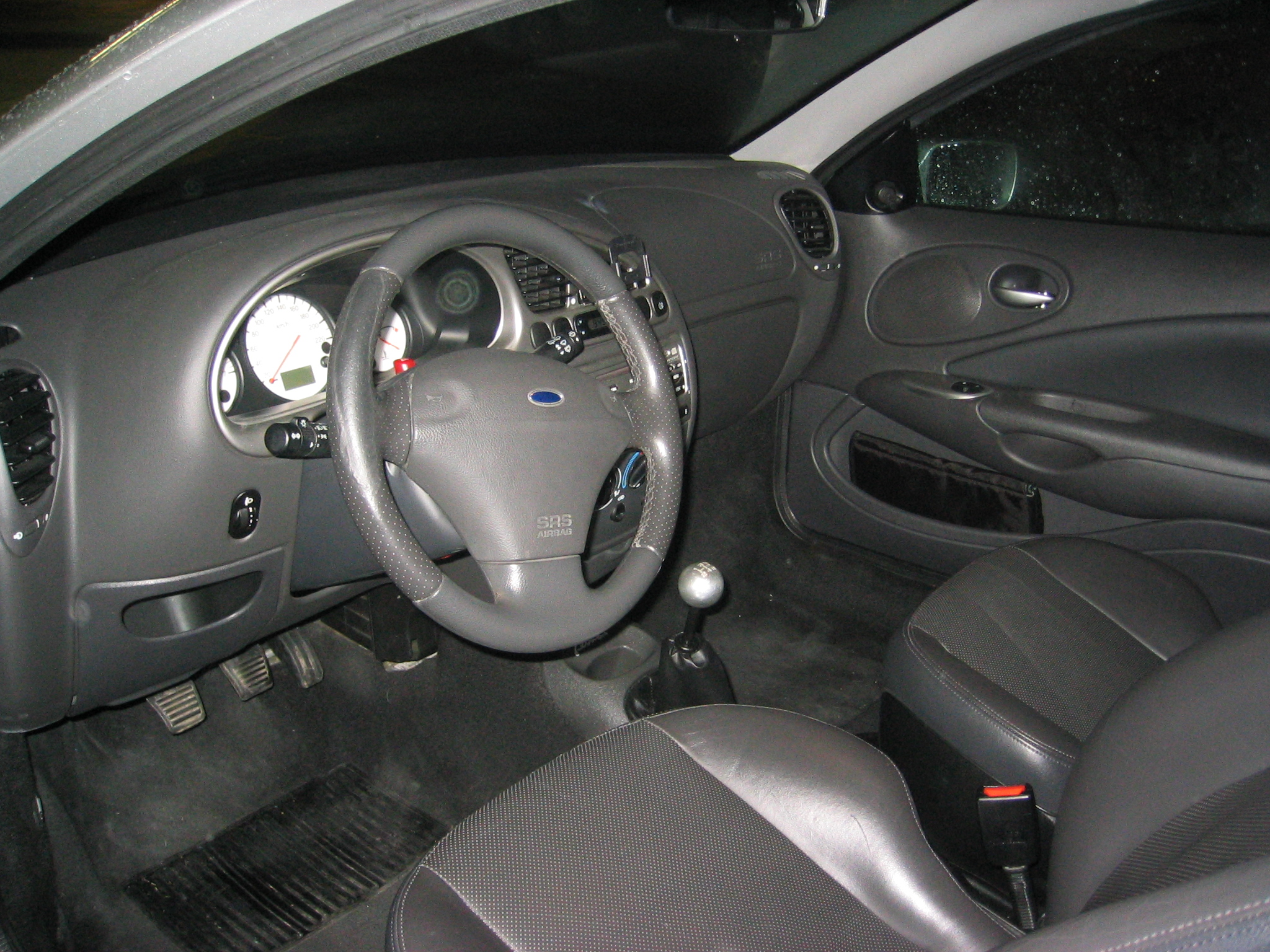
Innenraum

- 1,4 l – 066 kW (90 PS)
- 1,6 l – 076 kW (103 PS)
- 1,7 l – 092 kW (125 PS)
- 1,7 l – 115 kW (155 PS), „Ford Racing Puma“ (Limitiertes Sondermodell, nur in Großbritannien erhältlich)

## Technische Daten
| Motor:                                                              | Zetec-S; 4-Zylinder-Reihenmotor (Viertakt)                                                                              | Zetec-S; 4-Zylinder-Reihenmotor (Viertakt)                                                                              | Zetec-S; 4-Zylinder-Reihenmotor (Viertakt)                                                                              |
| Hubraum:                                                            | 1388 cm³ | 1596 cm³ | 1679 cm³ |
| Bohrung × Hub:                                                      | 76 × 76,5 mm | 79 × 81,4 mm | 80 × 83,5 mm |
| Leistung bei 1/min:                                                 | 66 kW (90 PS) bei 5500                                                                                                  | 76 kW (103 PS) bei 6000                                                                                                 | 92 kW (125 PS) bei 6300                                                                                                 |
| Max. Drehmoment bei 1/min:                                          | 123 Nm bei 4000 | 145 Nm bei 4000 | 157 Nm bei 4500 |
| Gemischaufbereitung:                                                | Elektronische Einspritzung                                                                                              | Elektronische Einspritzung                                                                                              | Elektronische Einspritzung                                                                                              |
| Ventilsteuerung:                                                    | DOHC, Zahnriemen; 1,7-Liter-Motor mit einlaßseitiger Nockenwellenverstellung (VCT)                                      | DOHC, Zahnriemen; 1,7-Liter-Motor mit einlaßseitiger Nockenwellenverstellung (VCT)                                      | DOHC, Zahnriemen; 1,7-Liter-Motor mit einlaßseitiger Nockenwellenverstellung (VCT)                                      |
| Kühlung:                                                            | Wasserkühlung | Wasserkühlung | Wasserkühlung |
| Getriebe:                                                           | 5-Gang-Getriebe | 5-Gang-Getriebe | 5-Gang-Getriebe |
| Radaufhängung vorn:                                                 | MacPherson-Federbeine, Dreieckslenker                                                                                   | MacPherson-Federbeine, Dreieckslenker                                                                                   | MacPherson-Federbeine, Dreieckslenker                                                                                   |
| Radaufhängung hinten:                                               | Verbundlenkerachse, Schraubenfedern                                                                                     | Verbundlenkerachse, Schraubenfedern                                                                                     | Verbundlenkerachse, Schraubenfedern                                                                                     |
| Bremsen:                                                            | Scheiben vorne (Ø 239 mm) bis Bj. 2000, Trommeln hinten, ABS Ab Bj. 2000 Scheiben vorne (Ø 258 mm), Trommel hinten, ABS | Scheiben vorne (Ø 239 mm) bis Bj. 2000, Trommeln hinten, ABS Ab Bj. 2000 Scheiben vorne (Ø 258 mm), Trommel hinten, ABS | Scheiben vorne (Ø 239 mm) bis Bj. 2000, Trommeln hinten, ABS Ab Bj. 2000 Scheiben vorne (Ø 258 mm), Trommel hinten, ABS |
| Karosserie:                                                         | Stahlblech, selbsttragend                                                                                               | Stahlblech, selbsttragend                                                                                               | Stahlblech, selbsttragend                                                                                               |
| Spurweite vorn/hinten:                                              | 1450/1410 mm | 1450/1410 mm | 1450/1410 mm |
| Radstand:                                                           | 2445 mm | 2445 mm | 2445 mm |
| Länge:                                                              | 3984 mm | 3984 mm | 3984 mm |
| Leergewicht:                                                        | 1035–1050 kg | 1035–1050 kg | 1035–1050 kg |
| Höchstgeschwindigkeit:                                              | 180 km/h | 190 km/h | 203 km/h |
| 0–100 km/h:                                                         | 11,9 s | 11,0 s | 9,2 s |
| Verbrauch (Liter(innerorts/außerorts/gesamt[ECE]) / 100 Kilometer): | (9,5 \| 5,9 \| 7,2) Super                                                                                               | (9,6 \| 6,0 \| 7,3) Super                                                                                               | (9,7 \| 6,1 \| 7,4) Super                                                                                               |
| Preis (DM):                                                         | 29.550 (1999) | 31.150 (2000) | 35.150 (2000) |

## Motorsport
Von 1999 bis 2002 war der Ford Puma Cup der Markenpokal und damit das motorsportliche Aushängeschild von Ford, er löste damit den Ford Escort Cup ab. Die Rennen wurden im Rahmen der Beru TOP 10 gefahren, gingen über eine Renndauer von 25 Minuten plus eine Runde und wurden mit einem Indianapolis-Start gestartet. Punkte gab es für die 15 bestplatzierten Fahrer, Zusatzpunkte gab es für die Pole-Position und die schnellste Rennrunde. Gefahren wurde mit Fahrzeugen der Puma-Cup-Sonderserie, die in den Jahren 1999 und 2000 im Ford-Werk Köln gebaut wurden, für jedes Fahrzeug musste ein Ford-Händler als Pate genannt werden.
Als Basis diente der 1,7-Liter-Motor, der von ACS im Auftrag von Ford geändert wurde. Der Motor musste ohne die variable Nockenwellensteuerung der Einlassnockenwelle auskommen. Stattdessen wurden schärfere Nockenwellen verbaut, das Kennfeld wurde angepasst und die Maximaldrehzahl auf 7200 min−1 erhöht sowie die Ansaugung deutlich verändert. Auch die Abgasanlage wurde eigens von Remus entwickelt und gebaut. Sie enthielt einen Fächerkrümmer, einen geregelten Metall-Katalysator und einen auf Gruppe N ausgelegten Durchmesser der Abgasanlage. Im Cup-Trim erreichte der Wagen laut Ford dadurch eine Leistung von rund 107 kW (145 PS), das maximale Drehmoment von 160 Nm bei lag bei 5300 min−1 an.
Das Fahrwerk bestand aus Rennsportfedern von Eibach, Rennstoßdämpfern von Bilstein, verstärkten Radlagern hinten und verstärkten Radnaben vorne sowie hinten. Die Kraftübertragung erfolgte über eine 1-Scheiben-Rennkupplung von Sachs. Die Bremsanlage wurde überarbeitet, an der Vorderachse waren Bremsscheiben vom Mondeo V6 und an der Hinterachse vom Escort RS 2000 eingebaut, außerdem wurde ein größerer Hauptbremszylinder sowie Bremskraftverstärker verbaut. Aus Gewichtsgründen wurde auf ABS bei den Cup-Fahrzeugen verzichtet, genau wie auf eine Servolenkung. Um Boxenstopps schneller durchführen zu können, hatten die Fahrzeuge eine Lufthebeanlage, die erstmals im nationalen Breitensport zum Einsatz kam. Nach Anschluss eines Druckschlauchs fuhren automatisch drei Stempel unter dem Fahrzeug aus, die den Wagen anhoben. Im Innenraum war neben einem eingeschweißten Überrollkäfig ein 4-Punkt-Sicherheitsgurt, ein Recaro Rennschalensitz mit seitlicher Kopfstütze und eine Feuerlöschanlage eingebaut. Nachträgliche Änderungen an den Fahrzeugen waren nicht gestattet.
Obwohl der Ford Puma Cup ursprünglich nur über drei Saisons ausgetragen werden sollte, entschied sich Ford wegen der anhaltend großen Nachfrage und der hohen Akzeptanz in Motorsportkreisen dazu, 2002 eine vierte Saison auszurichten. Insgesamt wurden 52 Rennfahrzeuge gebaut, die zum Preis von 39.950 DM angeboten wurden.
Der erste Meister des Markenpokals war 1999 Thomas Marschall im Team Panhuis aus Meerbusch-Osterath nahe Krefeld, der letzte war Dirk Werner im selben Team.
Meister
| Saison | Fahrer           |
| ------ | ---------------- |
| 1999   | Thomas Marschall |
| 2000   | Oliver Eichele   |
| 2001   | Harald Hennes    |
| 2002   | Dirk Werner      |

## Werbung
In einem Werbespot sah man den 1980 verstorbenen Schauspieler Steve McQueen den Ford Puma fahren. Die Szenen stammen aus dem Film Bullitt von 1968, in dem Steve McQueen einen 1968er Ford Mustang GT 390 Fastback fuhr.